# Démuin
Démuin település Franciaországban, Somme megyében. Lakosainak száma 538 fő (2022. január 1.). Démuin Aubercourt, Beaucourt-en-Santerre, Domart-sur-la-Luce, Hangard, Ignaucourt, Mézières-en-Santerre, Villers-aux-Érables és Villers-Bretonneux községekkel határos.

## Népesség
A település népességének változása:
| Lakosok száma | 476  | 479  | 488  | 493  | 508  | 524  | 525  | 528  | 538  |
|               | 2013 | 2015 | 2016 | 2017 | 2018 | 2019 | 2020 | 2021 | 2022 |